# Philippe Lottiaux
Philippe Lottiaux, également connu sous le nom de scène Philippe Bacart, né le 14 août 1966 à Auchel (Pas-de-Calais), est un homme politique français.
Candidat du Front national à Avignon à l'occasion des élections municipales 2014, il siège à la communauté d'agglomération du Grand Avignon jusqu'en 2017. Il est élu député dans la quatrième circonscription du Var lors des élections législatives de 2022.

## Carrière dans l'administration
Sorti de l'École nationale d'administration en 1991, Philippe Lottiaux fait d'abord carrière dans la haute fonction publique.
Il travaille à la mairie de Paris où il est chef de service de la Jeunesse, puis au ministère de la Coopération et à nouveau à la mairie de Paris comme directeur de cabinet du secrétaire général. Dans les années 2000, il est directeur général des services de la mairie de Levallois-Perret, dirigée à l'époque par Patrick Balkany. Il revient ensuite à la mairie de Paris, où il occupe en 2013 le poste de chef du service de gestion des implantations à la sous-direction de la logistique et de l'immobilier.

## Carrière dans le spectacle
Parallèlement à sa carrière dans l'administration, il se produit sur scène comme humoriste et imitateur sous le pseudonyme de Philippe Bacart, dans des spectacles centrés sur la vie politique. En 2011, il participe à l'émission On n'demande qu'à en rire où il obtient les plus mauvaises notes du jury. En 2012, il joue au théâtre Montmartre-Galabru à Paris,.

## Carrière politique
Philippe Lottiaux a débuté son engagement politique au RPR. Il a ensuite été membre de l'UMP. Il a milité contre le mariage pour tous et la PMA.
Lors des élections municipales de 2014, il est le candidat conduisant la liste du Front national dans la ville d'Avignon. Il arrive en tête lors du premier tour avec 9 012 voix soit 16,39 % des inscrits et 29,63 % des suffrages. Il se maintient au second tour où il obtient 12 230 voix, ce qui représente 22,25 % des inscrits et 35,02 % des suffrages exprimés. Grâce à ces résultats, sa liste remporte 9 sièges au conseil municipal (puis 7 après le départ de 2 membres du groupe) et 4 sièges à la communauté d'agglomération du Grand Avignon. À la suite de sa défaite, il est nommé, en avril 2014, directeur de cabinet de David Rachline, maire de Fréjus, tout en conservant son siège de conseiller à Avignon.
Philippe Lottiaux mène la liste du Front national aux élections sénatoriales de 2014 en Vaucluse, mais échoue à être élu, avec 10,35 % des voix. Défait par le Parti communiste français dans le canton d'Avignon-3 au second tour des élections départementales de 2015, il est élu au conseil régional de Provence-Alpes-Côte d'Azur à l'occasion des élections régionales de 2015, sur la liste menée par Marion Maréchal-Le Pen.
Aux élections législatives de 2017, Philippe Lottiaux est candidat pour le Front national dans la quatrième circonscription du Var. Il recueille 24,76 % des voix et se qualifie ainsi pour le second tour, lors duquel il est battu par Sereine Mauborgne, candidate de La République en marche, avec 45,35 % des voix. Il s'apprête à être candidat RN aux élections municipales de 2020 à Saint-Raphaël mais doit finalement se désister à la demande de David Rachline, étant en échange promu à un poste de directeur général des services de la Cavem, qu’il cumule avec son emploi de DGS la mairie de Fréjus. Selon L'Express, il pourrait s'agir d'un « renvoi d’ascenseur » de David Rachline au maire de Saint-Raphaël, Frédéric Masquelier (LR), dont il est un allié politique local.
En 2022, il est à nouveau candidat aux élections législatives et cette fois élu au second tour avec 53,65 % des voix, après s'être qualifié avec 24,74 % des voix. Le premier tour est notamment marqué par l'élimination d'Éric Zemmour, candidat à l'élection présidentielle de 2022, pourtant donné devant Philippe Lottiaux dans un sondage. Philippe Lottiaux devient ensuite membre de la commission des Finances de l'Assemblée nationale.

## Distinctions
Philippe Lottiaux est chevalier de l'Ordre national du Mérite.